# Rhys Curran
Pour les articles homonymes, voir Curran.

a Compétitions nationales et continentales officielles uniquement.

b Matchs officiels uniquement.
Rhys Curran, né le 7 juillet 1989 à Darlinghurst en Nouvelle-Galles du Sud, est un joueur australien devenu international français de rugby à XIII évoluant au poste de pilier, de deuxième ligne ou de troisième ligne. Après une formation en Australie aux Wests Tigers, il s'expatrie en Francce, tout d'abord à Villeneuve-sur-Lot dans le Championnat de France puis à Toulouse dans le championnat anglais en disputant la League One puis le Championship. En 2018, il est sélectionné en équipe de France.

## Biographie
Il a été formé aux Wests Tigers en Australie.

## Palmarès
- Collectif :
  - Vainqueur de la Coupe d'Europe : 2018 ( France)

### Détails en sélection
| 1. | 27 octobre 2018  | pays de Galles | 54-18 | Coupe d'Europe | Deuxième ligne | 4 | 1 | 0 | 0 |
| 2. | 3 novembre 2018  | Irlande        | 24-10 | Coupe d'Europe | Deuxième ligne | 0 | 0 | 0 | 0 |
| 3. | 10 novembre 2018 | Écosse         | 28-10 | Coupe d'Europe | Deuxième ligne | 0 | 0 | 0 | 0 |

#### Statistiques
| Saison | Club               | Compétition           | Matchs | Points | Essais | Goals | Drops |
| ------ | ------------------ | --------------------- | ------ | ------ | ------ | ----- | ----- |
| 2012   | Villeneuve-sur-Lot | Championnat de France | ?      | ?      | ?      | ?     | ?     |
| 2013   | Villeneuve-sur-Lot | Championnat de France | ?      | ?      | ?      | ?     | ?     |
| 2014   | Villeneuve-sur-Lot | Championnat de France | ?      | ?      | ?      | ?     | ?     |
| 2015   | Toulouse           | Championnat de France | ?      | ?      | ?      | ?     | ?     |
| 2016   | Toulouse           | League 1              | 25     | 64     | 16     | 0     | 0     |
| 2017   | Toulouse           | Championship          | 29     | 76     | 19     | 0     | 0     |
| 2018   | Toulouse           | Championship          | 23     | 56     | 14     | 0     | 0     |